# Estação Lidador
A Estação Lidador é uma estação da Linha B do Metro do Porto, pertencente ao troço da Linha B - Pedras Rubras - Povoa de Varzim. Localiza-se na freguesia de Vila Nova da Telha, concelho da Maia.